# Estación Agut
Estación Agut es un yacimiento arqueológico situado en Capellades, comarca de Noya en la provincia de Barcelona, España. Popularmente se conocía como la Bauma del Fossar Vell.
Tanto este yacimiento como el del Abric Romaní fueron descubiertos y estudiados por Amador Romaní i Guerra, quien en 1896 descubrió su interés científico. Desde 1909 fue excavada por Amador Romaní con la colaboración del Instituto de Estudios Catalanes. Desde entonces, y hasta la actualidad, este yacimiento ha sido objeto de numerosas exploraciones y estudios.
Geológicamente, como el Abric Romaní, es una formación travertínica.
En el año 1910 se encontraron cuatro piezas dentarias atribuidas al hombre del Neandertal. Posteriormente, en la década de 1960, E. Ripoll y H. De Lumley hicieron un sondeo de cuatro metros de profundidad que permitió identificar varios niveles del período Musteriense. El yacimiento se considera más bien pobre, pero proporciona información complementaria de mucho interés.
La fauna que se ha encontrado pertenece a ocho familias de moluscos terrestres y entre los mamíferos se encuentran fósiles de caballo, Equus caballus, ciervo Cervus elaphus y sobre todo de conejo de bosque, Oryctolagus cuniculus, este último parece ser el alimento principal. Entre los vegetales, que seguramente se consumían por recolección, figuran la Beta sp y varias leguminosas entre ellas la Vicia sp. y la Lathyrus sp.
La industria de utensilios hechos con piedras no está hecha con la método Levallois. Algunos de los utensilios de materiales como el cuarzo y la calcedonia eran importados y ya estaban trabajados en origen. Otros eran hechos de materiales locales como las estalagmitas y el travertino. Debido a que las piezas conservadas están poco gastadas por el uso se estima que la Estación Agut era un lugar de paso y no un campamento permanente.